# Cerco de Valência
O cerco de Valência, de 3 de novembro de 1811 a 9 de janeiro de 1812, viu o Exército Francês de Aragão do Marechal Louis-Gabriel Suchet sitiar as forças do Capitão-General Joaquín Blake y Joyes na cidade de Valência, Espanha, durante a Guerra Peninsular. Os 20.000 a 30.000 soldados franceses obrigaram 16.000 soldados espanhóis a se renderem ao final do cerco, embora outros 7.000 espanhóis tenham escapado da armadilha. Suchet rapidamente converteu Valência em uma importante base de operações após essa ação das Guerras Napoleônicas. Valência, atual capital da Comunidade Valenciana, está localizada na costa leste da Espanha.

## Antecedentes
Em 8 de julho de 1811, o Marechal Suchet recebeu seu bastão, tornando-se o único general francês a ser nomeado Marechal da França por vitórias na Espanha. Ele recebeu essa honraria especificamente por sua vitória no Cerco de Tarragona. O porto de Tarragona caiu para os franceses em 29 de junho de 1811, enquanto uma esquadra naval britânica permanecia indefesa ao largo da costa. Suchet pressionou o cerco implacavelmente e perdeu 4.300 soldados durante a operação, mas as perdas espanholas foram muito maiores. A perda do porto envolveu a maior parte do Exército da Catalunha e, portanto, deixou as forças espanholas na área gravemente enfraquecidas. 
O Imperador Napoleão Bonaparte ordenou que seu recém-nomeado marechal capturasse Valência. Durante o verão e o outono de 1811, Suchet tomou Montserrat, triunfou sobre o Capitão-General Blake em Benaguasil e capturou o porto de Oropesa del Mar. Em 15 de setembro, 25.000 franceses invadiram Valência e derrotaram Blake novamente na Batalha de Sagunto em 26 de outubro, onde Suchet sofreu um ferimento grave no ombro. Reforçados por duas divisões adicionais, os franceses avançaram implacavelmente.

## Cerco

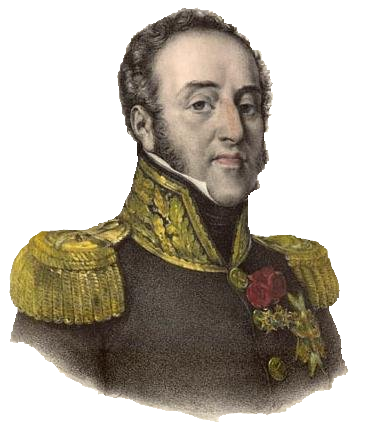
Retrato de Louis-Gabriel Suchet em uniforme

Suchet comandava 20.595 homens em cinco Divisões de Infantaria sob o comando dos generais de divisão Louis François Félix Musnier, Jean Isidore Harispe, Pierre-Joseph Habert, Giuseppe Frederico Palombini e Claude Antoine Compère, além de Cavalaria e Artilharia. A 1ª Divisão de Musnier consistia nos 114º e 121º Regimentos de Infantaria de Linha, três batalhões cada, e nos 1º e 2º Regimentos de Infantaria da Legião do Vístula, com dois batalhões cada. A 2ª Divisão de Harispe incluía os seguintes Regimentos de Infantaria: 7º de Linha, com quatro batalhões, 44º de Linha e 3ª Legião do Vístula, com dois batalhões cada, além do 116º de Linha, três batalhões. A 3ª Divisão de Habert era composta pelos 16º e 117º Regimentos de Infantaria de Linha, com três batalhões cada, além do 15º Regimento de Infantaria de Linha, com dois batalhões. 
A Divisão do Reino da Itália de Palombini era composta pelo 2º Regimento de Infantaria Leve e pelos 4º e 6º Regimentos de Infantaria de Linha, com três batalhões cada, e pelo 5º Regimento de Infantaria de Linha, com dois batalhões. A frágil Divisão do Reino de Nápoles comandada por Compère era composta pelo 1º Regimento de Infantaria Leve e pelos 1º e 2º Regimentos de Infantaria de Linha, com um batalhão cada. O General de Brigada André Joseph Boussart liderou a cavalaria de Suchet, incluindo o 13º Regimento de Couraceiros, o 4º Regimento de Hussardos, o italiano Napoleone Dragões, com quatro esquadrões cada, o 24º Regimento de Dragões, com dois esquadrões, e o napolitano Caçadores a Cavalo, com um esquadrão. Uma autoridade afirmou que Suchet tinha 30.000 homens e adicionou a divisão de infantaria do General de Divisão Honoré Charles Reille à ordem de batalha francesa. Outra fonte deu a Suchet 33.000 soldados e as divisões de Reille e do General de Divisão Filippo Severoli.
Blake dispunha de 28.044 soldados para a defesa de Valência, organizados em três grupos: o Corpo Expedicionário, o 2º Exército Valenciano e o 3º Exército de Múrcia. O Corpo Expedicionário incluía as divisões de infantaria dos generais Miguel Lardizabal y Uribe e José Pascual de Zayas y Chacón, além da cavalaria do general Casimiro Loy e duas baterias de artilharia a cavalo, totalizando 6.041 homens. O 2º Exército era composto pelas divisões de infantaria dos generais Miranda, José Obispo, Villacampa e Velasco, além da cavalaria do general San Juan. O 2º Exército reunia 16.468 homens, duas baterias de artilharia a pé e uma a cavalo. Contando com 5.535 soldados, o 3º Exército tinha as brigadas dos generais Creagh e Eugenio Palafox Portocarrero, Conde de Montijo, além de oito esquadrões de cavalaria e uma bateria de artilharia a cavalo.

Mapa do cerco de Valência, mostrando posições em 26 de dezembro de 1811

Blake posicionou seu exército voltado para o norte, com a ala direita na costa, a centro-direita em Valência, a centro-esquerda em Mislata e a esquerda em Manises. As divisões de Obispo e Villacampa, que haviam se saído mal na Batalha de Sagunto, defendiam o flanco esquerdo. À direita, a brigada de Creagh. Em seguida, vinham as divisões de boa qualidade de Lardizabal e Zayas. A divisão de Miranda ocupou Valência, enquanto alguns irregulares defendiam a brecha entre a cidade e a costa. Blake posicionou sua cavalaria em Aldaia e Torrent, atrás de seu flanco esquerdo. Embora a linha até Manises fosse fortificada e protegida por canais e valas, o flanco esquerdo permanecia suspenso no ar.

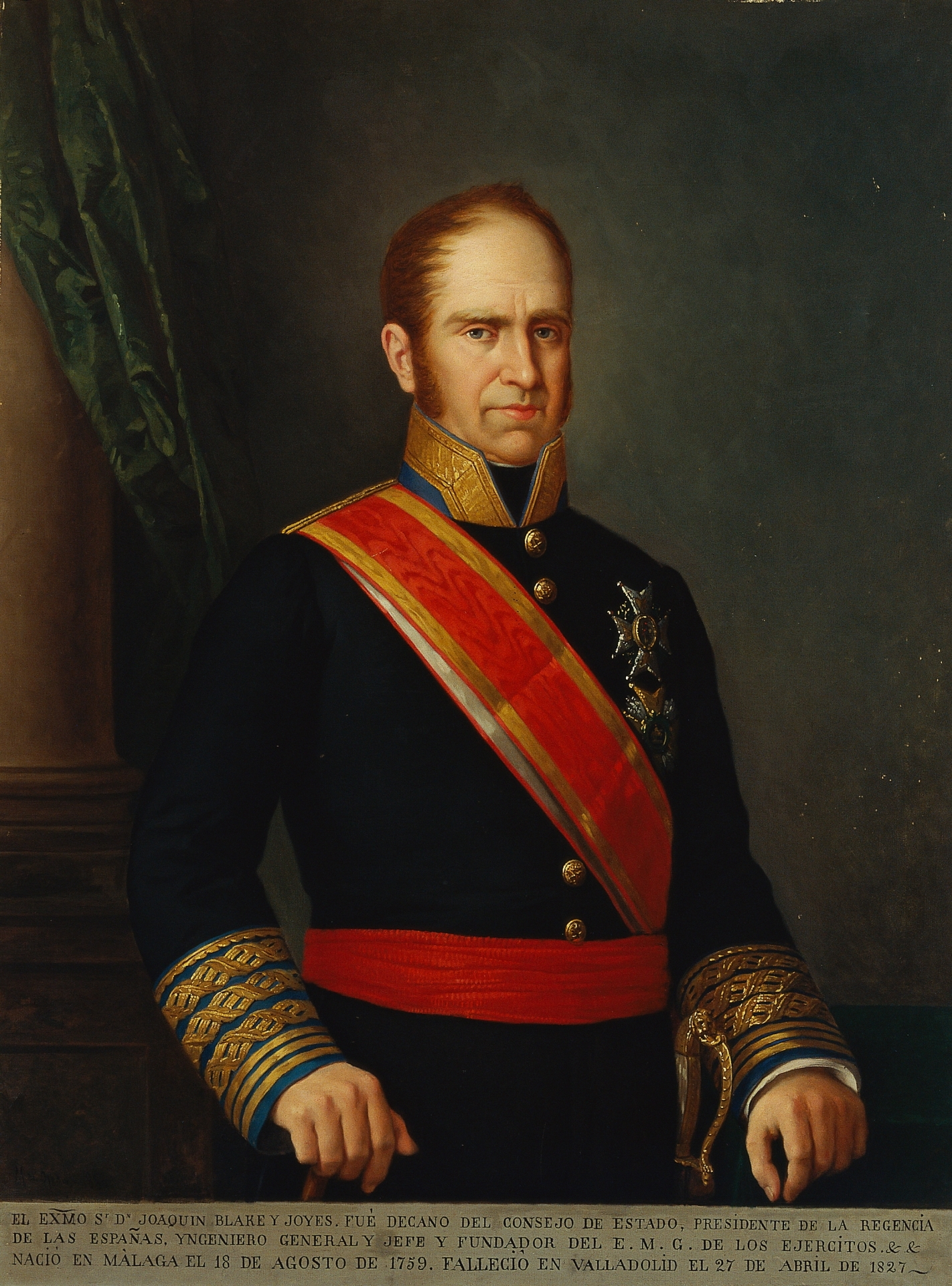
Retrato em preto e branco de Joaquín Blake y Joyes

Suchet percebeu que o flanco esquerdo de Blake era o ponto fraco e decidiu cercá-lo. Planejava atacar as divisões de Harispe, Musnier, Reille e Boussart em uma ampla varredura ao redor do flanco espanhol aberto. Suchet ordenou que Habert avançasse pela costa, enquanto Palombini atacava Mislata e Compère observava as linhas espanholas. Se tudo corresse bem, Suchet poderia capturar todo o exército de Blake. Na noite de 25 de dezembro, Suchet liderou sua coluna principal através do rio Túria em Riba-roja de Túria.
A princípio, o ataque de Habert em seu flanco direito enganou Blake, fazendo-o pensar que se tratava do principal esforço de Suchet. Depois, o ataque de Palombini em Mislata desviou sua atenção. Apesar dos ataques persistentes, os italianos não conseguiram romper a linha e sofreram pesadas perdas. A coluna principal de Suchet alcançou a retaguarda esquerda de Blake praticamente sem oposição. Ao se aproximar da vila de Aldaia, Harispe avistou a reserva da cavalaria espanhola. Com um único esquadrão do 4º de Hussardos, Boussart atacou precipitadamente uma força vastamente superior. O punhado de cavaleiros franceses foi exterminado, enquanto Boussart foi abatido e deixado para morrer, sua espada e condecorações roubadas. A maior parte da cavalaria francesa sob o comando do General de Brigada Jacques-Antoine-Adrien Delort  logo avançou e derrotou os soldados espanhóis, levando-os para além do rio Júcar e privando Blake do apoio de cavalaria muito necessário.

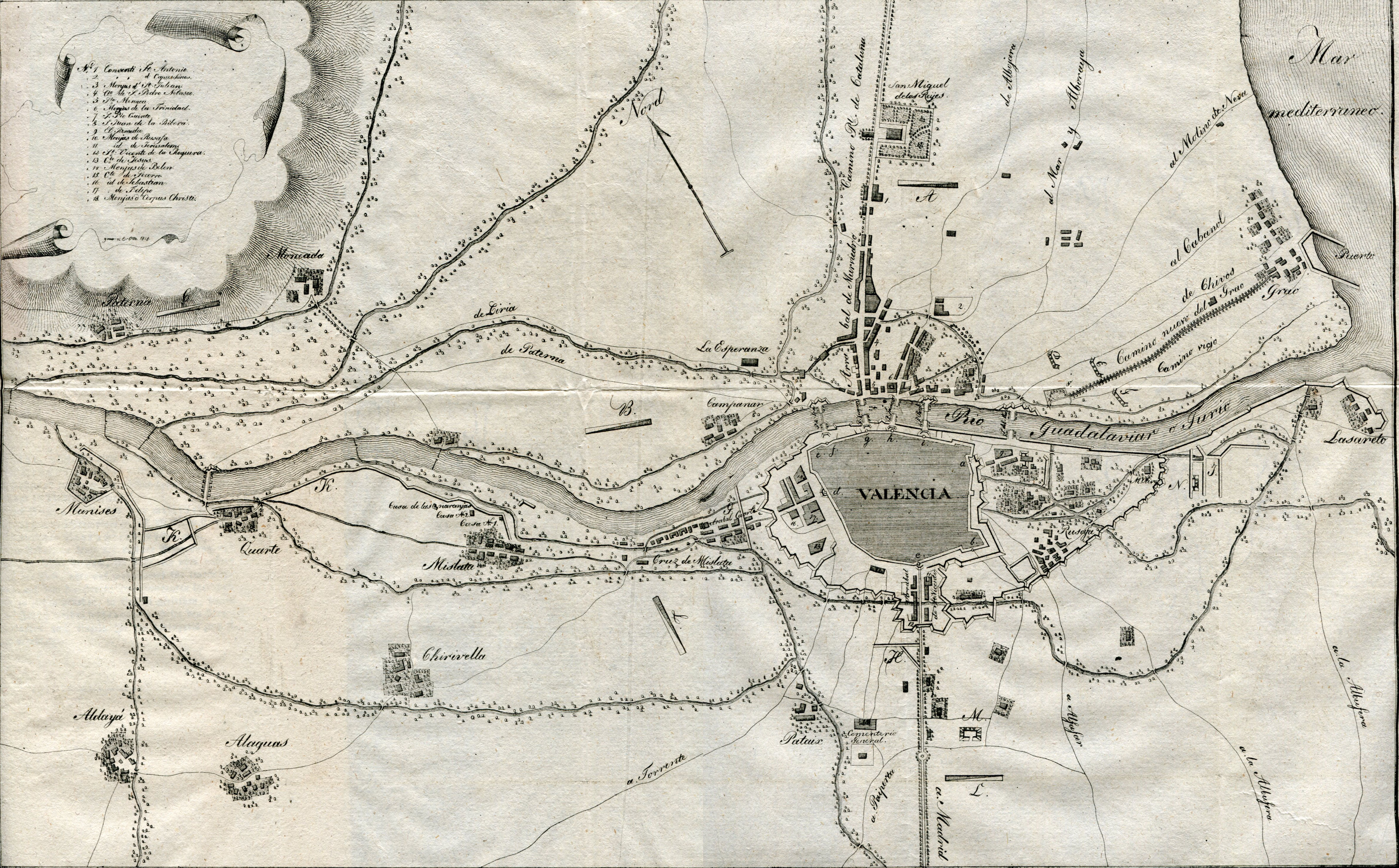
Mapa do cerco

O General Nicolás de Mahy, no comando geral do flanco esquerdo, percebeu que suas tropas corriam o risco de serem cercadas. Ordenou uma retirada imediata e as divisões de Obispo e Villacampa, bem como a brigada de Creagh, fugiram para o sul. Blake ordenou que Lardizabal e Zayas se retirassem para Valência. As unidades veteranas se desfizeram com facilidade, mas estavam fadadas a ficar presas na cidade. Suchet rapidamente cercou a cidade com seu exército.
Com uma população de 100.000 habitantes, falta de alimentos e defesas obsoletas, Valência não estava em condições de sustentar um cerco. Na noite de 28 de dezembro, Blake tentou escapar da cidade. A tentativa falhou, exceto por uma vanguarda de 500 soldados que escapou. Suchet não perdeu tempo, cavando os primeiros paralelos de cerco em 1º de janeiro e colocando as defesas externas sob fogo três dias depois. À medida que o bombardeio se intensificava, Blake capitulou e entregou Valência em 9 de janeiro.

## Resultados

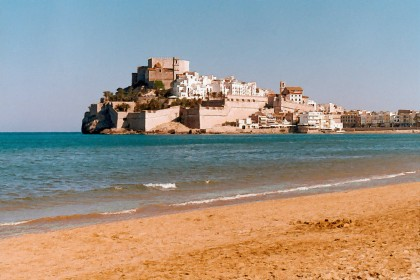
Foto do castelo de Peñiscola em um promontório sobre o Mar Mediterrâneo

Com a perda de cerca de 2.000 mortos e feridos, Suchet conseguiu capturar 16.270 soldados espanhóis, 21 bandeiras e 374 canhões. Além disso, 4.011 soldados espanhóis morreram em batalha ou por doenças. Toda a cavalaria de Blake, além das unidades de Obispo, Villacampa e Creagh, escaparam da captura, mas suas melhores tropas foram feitas prisioneiras. Blake teve um desempenho ruim durante o cerco e os cidadãos de Valência o desprezaram por seus esforços medíocres. Os franceses mantiveram o general espanhol preso perto de Paris até 1814. Suchet cobrou uma indenização de 53 milhões de francos sobre a cidade rendida. Boussart foi promovido a General de Divisão e morreria devido aos muitos ferimentos de batalha em agosto de 1813.
Suchet continuou a avançar para o sul, capturando o porto de Dénia. No entanto, com Napoleão transferindo tropas da Espanha para apoiar sua iminente invasão da Rússia, as operações logo foram interrompidas devido à falta de soldados. Suchet também adoeceu gravemente com febre e ficou fora de combate por semanas. Isso permitiu que os remanescentes do exército de Blake, sob o comando de Mahy, se recuperassem. Enquanto isso, Napoleão enobreceu seu marechal vitorioso com o título de Duque de Albufera, em homenagem ao nome de uma lagoa localizada ao sul de Valência.
Bem ao norte, o general Joaquín Ibáñez Cuevas y de Valonga, Barão de Eroles emboscou um batalhão francês em um local na costa sudoeste de Tarragona chamado Col de Balaguer. Em 18 de janeiro, 4.000 soldados espanhóis, incluindo 250 cavaleiros e dois canhões, capturaram um batalhão do 121º Regimento de Infantaria de Linha. De cerca de 850 soldados, apenas o governador da fortaleza de Tortosa, o general de brigada Jacques Mathurin Lafosse e 22 dragões escaparam da armadilha.  O general de divisão David-Maurice-Joseph Mathieu de La Redorte vingou-se de Eroles menos de uma semana depois. Em meio a uma forte neblina, Eroles enfrentou o que ele pensava ser um batalhão inimigo em 24 de janeiro na Batalha de Altafulla. Na verdade, tratava-se da divisão de Mathieu, com 8.000 homens, composta por seis batalhões franceses e dois alemães. Ao custo de algumas baixas, os franceses esmagaram a força espanhola, em menor número, infligindo uma perda de 2.000 mortos, feridos e capturados, além de tomarem ambos os canhões.
Em 20 de janeiro, Severoli sitiou Peníscola com sua divisão de 3.000 homens e seis canhões. O porto, entre Valência e Tarragona, era conhecido como "Pequeno Gibraltar" por parecer praticamente inexpugnável. O comandante espanhol, General Garcia Navarro, no entanto, era pró-francês e rapidamente chegou a um acordo com Severoli, entregando o castelo em 2 de fevereiro e rendendo seus 1.000 soldados.
A derrota esmagadora do Marechal Auguste de Marmont por Arthur Wellesley, 1.º Duque de Wellington na Batalha de Salamanca em 22 de julho de 1812 fez com que o rei José Bonaparte abandonasse Madri em 11 de agosto.  Como Suchet tinha uma base segura em Valência, José Bonaparte e o Marechal Jean-Baptiste Jourdan recuaram para lá e foram acompanhados pelos Marechais Suchet e Nicolas Jean de Dieu Soult. Juntos, José e os três Marechais elaboraram um plano para recapturar Madri e expulsar Wellington do centro da Espanha. A contra-ofensiva subsequente fez com que o general britânico levantasse o Cerco de Burgos e recuasse para Portugal, no outono de 1812.

## Consequências
A guerra de guerrilhas prosseguiu até o fim da Guerra Peninsular.
A guerra convencional espanhola prosseguiu até o fim da Guerra Peninsular.
Napoleão encerrou sua invasão à Espanha com a ocupação de Madri.
A terceira campanha portuguesa terminou com a retirada francesa de Portugal.
A Campanha dos Aliados na Espanha começou com o Cerco de Cidade Rodrigo.

## Links externos
- Media relacionados com Cerco de Valência no Wikimedia Commons